# Abbéville-lès-Conflans
Abbéville-lès-Conflans település Franciaországban, Meurthe-et-Moselle megyében. Lakosainak száma 237 fő (2022. január 1.). Abbéville-lès-Conflans Les Baroches, Boncourt, Conflans-en-Jarnisy, Hatrize, Labry, Ozerailles, Thumeréville és Valleroy községekkel határos.

## Népesség
A település népességének változása:
| Lakosok száma | 219  | 186  | 222  | 224  | 225  | 225  | 226  | 232  | 229  | 237  |
|               | 1968 | 1982 | 1990 | 2006 | 2013 | 2015 | 2017 | 2019 | 2020 | 2022 |